# ییژی لونداک
ییژی لونداک (چکی: Jiří Lundák; ۳۱ اوت ۱۹۳۹) قایقران روئینگ اهل چکسلواکی بود.
وی در مسابقات کشوری و بین‌المللی در مجموع برندهٔ ۳ مدال برنز شده‌است.